# Ворота КМЗ
Воро́та КМЗ — пасажирська зупинна платформа Лиманської дирекції Донецької залізниці.
Розташована у центрі Краматорська, Краматорська міська громада, Донецької області, у промисловій зоні поблизу Краматорського металургійного заводу. Платформа розташована на лінії Слов'янськ — Горлівка між станціями Краматорськ (2 км) та Шпичкине (2 км).
На платформі зупиняються приміські поїзди.